# Fake orgasme
Een fake orgasme ('fake', uitspraak: 'feek', Engels voor 'nep'), gefaket orgasme of neporgasme vindt plaats wanneer een persoon doet alsof die een orgasme beleeft zonder daadwerkelijk klaar te komen. Een orgasme faken gaat doorgaans gepaard met het simuleren of imiteren van gedrag dat typisch geassocieerd wordt met orgasmes, zoals lichamelijke bewegingen, stemgeluiden (kreunen, hijgen en dirty talk) en reeksen van intensifiëring gevolgd door een schijnbare ontlading. Ook zegt diegene soms dat er een orgasme heeft plaatsgevonden.

## Sekseverschillen
Zowel mannen als vrouwen faken orgasmes; vrouwen vaker dan mannen. Bij een enquête onder 180 mannelijke en 101 vrouwelijke psychologiestudenten van de Universiteit van Kansas door Muehlenhard & Shippee (2009) bleek dat 25% van de mannen en 50% van de vrouwen wel eens een orgasme had gefaket (28% respectievelijk 67% voor deelnemers die ervaring hadden met penis-in-vagina-seks (PIV)). Hoewel de meesten orgasmes nadeden tijdens PIV, faketen sommigen ook tijdens orale seks, stimulering met de hand en telefoonseks. Uit de American Sex Survey van ABC News uit 2004, die bestond uit een telefonische steekproef onder 1501 Amerikanen, bleek dat 48% van de vrouwen en 11% van de mannen wel eens een orgasme had gefaket.:6 Uit een gezamenlijke enquête van mannensite AskMen en vrouwensite TresSugar (heden PopSugar) uit 2012 bleek dat 34% van de mannen en 54% van de vrouwen wel eens een orgasme had gefaket; 26% van de vrouwen zei zelfs dat ze iedere keer dat ze seks hadden deden alsof ze klaarkwamen. In andere studies gaf tussen 25% en 74% van de vrouwen aan ooit tijdens hun leven wel eens een orgasme te hebben gefaket. Dat is meer dan de 25% van de vrouwen die volgens Psychology Today (2010) zeiden altijd klaar te komen tijdens penis-in-vagina-seks. Vrouwen krijgen tijdens vaginale geslachtsgemeenschap minder vaak een orgasme dan mannen omdat de meeste vrouwen directe stimulering van de clitoris nodig hebben om klaar te komen en niet bij alle seksposities wordt de clitoris aangeraakt. Voor vrouwen in heteroseksuele relaties kan het faken van een orgasme ook gebaseerd zijn op gehoorzaamheid aan de man, een behoefte om zijn goedkeuring te krijgen, gevoelens van schaamte of het idee niet goed genoeg te zijn. Aangezien veel mensen zich lijken te houden aan een soort ongeschreven 'seksueel script waarin vrouwen dienen klaar te komen voordat mannen dat doen, en mannen verantwoordelijk worden gehouden voor de orgasmes van vrouwen', kan een vrouw zich onder druk gezet voelen om een orgasme te faken voordat haar mannelijke partner klaarkomt teneinde haar partner een plezier te doen en te voorkomen dat ze zijn gevoelens kwetst.
Een man kan ook om verschillende redenen besluiten om een orgasme faken, bijvoorbeeld wanneer het niet lukte om klaar te komen en hij zijn partner niet wilde kwetsen door de suggestie te wekken dat hij haar niet aantrekkelijk (genoeg) zou vinden. Een andere reden kan zijn dat hij de seks wilde beëindigen, het idee volgde dat de seks pas ten einde is als de man is klaargekomen en dus maar deed alsof dat was gebeurd. Het kan ook dat de man eigenlijk geen zin in seks had, maar zich verplicht voelde om seks te hebben als zijn partner dat wilde vanwege de misvatting dat mannen altijd zin hebben en hij niet 'on-mannelijk' wilde lijken. Voor mannen is orgasmes faken moeilijker dan voor vrouwen, omdat een mannelijk orgasme meestal gepaard gaat met een ejaculatie en dat merken hun partners meestal op. Het wordt makkelijker te faken als mannen condooms gebruiken. In zeldzame gevallen is een man bang dat het condoom is gescheurd of zal gaan scheuren en dat hij onbedoeld zijn partner zwanger zal maken, dus faket hij een orgasme om ejaculatie te voorkomen.

## Hersenactiviteit
Bij vrouwen is al enkele keren met MRI- en PET-scans onderzoek gedaan naar het verschil in hersenactiviteit tijdens een echt en een fake orgasme, bij mannen tot dusver nog niet. Een onderzoeksteam van de Universiteit van Groningen geleid door Gert Holstege en Janniko R. Georgiadis bestudeerde in 2003 en 2005 de hersenactiviteit van 24 mannen en vrouwen (12 heteroseksuele koppels) met een MRI-scanner in verschillende toestanden. Voor de vrouwelijke deelnemers werd hun brein gescand in vier verschillende scenario's: in rust, een orgasme faken, hun clitoris laten stimuleren door de vingers van hun mannelijke partner, en clitorale stimulering totdat ze een orgasme kregen. Uit de hersenscans werd afgeleid dat wanneer vrouwen de instructie volgden om een orgasme te faken de vrouwelijke hersencentra die bewuste bewegingen aansturen actief bleven, terwijl alle activiteit verdween uit de bewegingscentra verdween en de emotionele centra wanneer zij echte orgasmes beleefden. Tijdens echte orgasmes werden bij mannen en vrouwen dezelfde hersengebieden geactiveerd of gedeactiveerd, met uitzondering van enkele brodmanngebieden in de hersenschors (die alleen bij mannen activatie vertoonden) en het feit dat het vrouwelijk orgasme gemiddeld intenser was en langer duurde.
Volgens een PET-onderzoek van Huynh et al. (2013) werd de dorsolaterale (linker) kant van het tegmentum pontis altijd geactiveerd wanneer een vrouw ofwel een echt orgasme had, ofwel probeerde maar faalde een orgasme te hebben ofwel een orgasme imiteerde (fakete), terwijl de ventrolaterale (rechter) kant van het tegmentum pontis alleen werd geactiveerd wanneer vrouwen een echt orgasme beleefden.

## Andere factoren

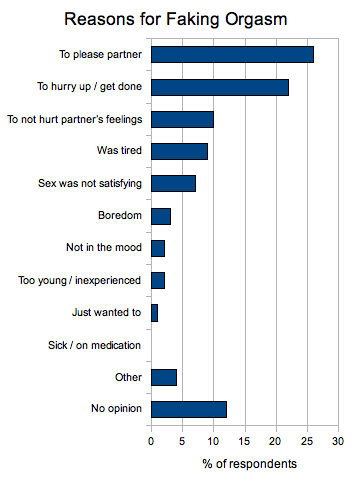
Redenen om een orgasme te faken volgens de "American Sex Survey" (ABC News 2004).

Het is niet altijd even makkelijk om tijdens de seks een orgasme te krijgen. Voor beide seksen heet de toestand waarin het onmogelijk is om tijdens de seks een orgasme te krijgen anorgasmie. Dit kan veroorzaakt worden door een breed scala aan factoren, waaronder zaken die enerzijds op dat moment spelen in het leven van de persoon in kwestie, zoals stress, angst, depressie of vermoeidheid, en anderzijds zaken die betrekking hebben op de seks zelf, zoals bezorgdheid, schuldgevoel, angst voor pijnlijke geslachtsgemeenschap, de partner niet aantrekkelijk vinden of de setting niet prettig vinden. Ook het gebruik van drugs zoals alcoholische drank en andere stoffen, of de bijwerkingen van medicijnen, kunnen soms anorgasmie veroorzaken.
Mensen kunnen om verschillende redenen een orgasme faken, zoals wanneer hun partner wil dat ze klaarkomen terwijl dat niet lukt, wanneer ze de seks willen beëindigen maar ze het ongemakkelijk vinden om dat rechtstreeks tegen hun partner te zeggen om zo negatieve gevolgen te vermijden, of omdat ze hun partner een plezier willen doen.
Het idee dat vrouwen een orgasme zouden moeten faken om hun mannelijke sekspartner een plezier te doen kan reeds gevonden worden in de versierhandleiding Ars amatoria ("De kunst van de liefde"), geschreven rond het jaar 1 n.Chr. door de Romeinse dichter Ovidius:

Dus, mijn lievelingen, voel het plezier (letterlijk: 'Venus', de Romeinse liefdesgodin) tot op het merg van je beenderen; deel het gelijkelijk met je geliefde, zeg ondertussen plezierlijke, ondeugende dingen. En als de natuur van jou het gevoel van plezier heeft weerhouden, leer je lippen dan om te liegen en zeg dat je het allemaal voelt. Ongelukkig is de vrouw die geen antwoordende sensatie voelt. Maar als je moet doen alsof, verraad jezelf dan niet door overdreven te acteren. Laat jullie bewegingen en jullie ogen samenwerken om ons te bedriegen, en voltooi de illusie door te hijgen en kreunen.

Ovidius hield aldus 'de natuur' ervoor verantwoordelijk als vrouwen niet konden klaarkomen. Patricia Watson (2002) merkte op dat, hoewel de eerdere regel (sentiat ex imis Venerem resoluta medullis / femina, et ex aequo res iuuet illa duos) weliswaar stelt dat vrouwen ook van seks zouden moeten genieten, de context duidelijk maakt dat Ovidius zich hoofdzakelijk bezighoudt met de seksuele bevrediging van mannen: hij adviseerde wat voor seksposities de vrouw het aantrekkelijkst zouden maken voor de man en als ze niet kon klaarkomen, dan zou ze op zijn minst een orgasme moeten faken voor het genot van haar mannelijke geliefde.
Mensen kunnen ook orgasmes faken bij wijze van vertoning of presentatie, zoals bij telefoonseks of in de pornografie.:13–15
Feministen hebben gesteld dat het fenomeen dat (vooral) vrouwen orgasmes faken een teken is dat de seksualiteit (nog) te veel op de man is gericht (een vorm van androcentrisme). Als in een samenleving alleen mannelijk seksueel genot wordt gevierd, dan kunnen vrouwen zich onder druk voelen gezet om handelingen te verrichten die hun mannelijke partners een orgasme bezorgen, maar henzelf geen fysiek plezier brengen. In 1967 analyseerden vrouwen in een discussiegroep de motieven die ze hadden om orgasmes te faken en concludeerden dat dit gedrag een resultaat was van de druk die er door mannen op hen werd uitgeoefend. Als zodanig was de neiging om een orgasme te faken onderdeel van een breder spectrum aan problemen gerelateerd aan seksuele repressie of androcentrische seksualiteit. Veel van deze vrouwen ervoeren ook gevoelens zoals enerzijds seksuele afwijzing door hun partners of anderzijds ongewenste seksuele aandacht; sommigen waren bang om hun partners te vertellen wat ze wilden, terwijl anderen zeiden dat hun partners het niet leuk vonden om te horen wat de vrouwen wilden.
Een orgasmestudie uit 1995 wees uit dat vrouwen die orgasmes faketen eerder de neiging hadden om op sociale bijeenkomsten hun partners te verwaarlozen en met andere mannen te flirten. De auteurs van deze studie speculeerden dat er een grotere waarschijnlijkheid was dat vrouwen die orgasmes faketen seks zouden gaan hebben andere mannen in plaats van met hun partner, maar ze zeiden dat voorzichtigheid geboden was bij het interpreteren van hun bevindingen omdat ze weinig gegevens hadden en er veel variabelen waren.
Bij therapie is er een grotere kans dat vrouwen hun seksueel gedrag onjuist weergeven (zoals beweren dat ze klaarkomen wanneer dat niet het geval is) tegenover een mannelijke therapeut dan tegenover een vrouwelijk, hoewel sommige vrouwen nog steeds dezelfde informatie weerhouden van vrouwelijke therapeuten.

## In de media

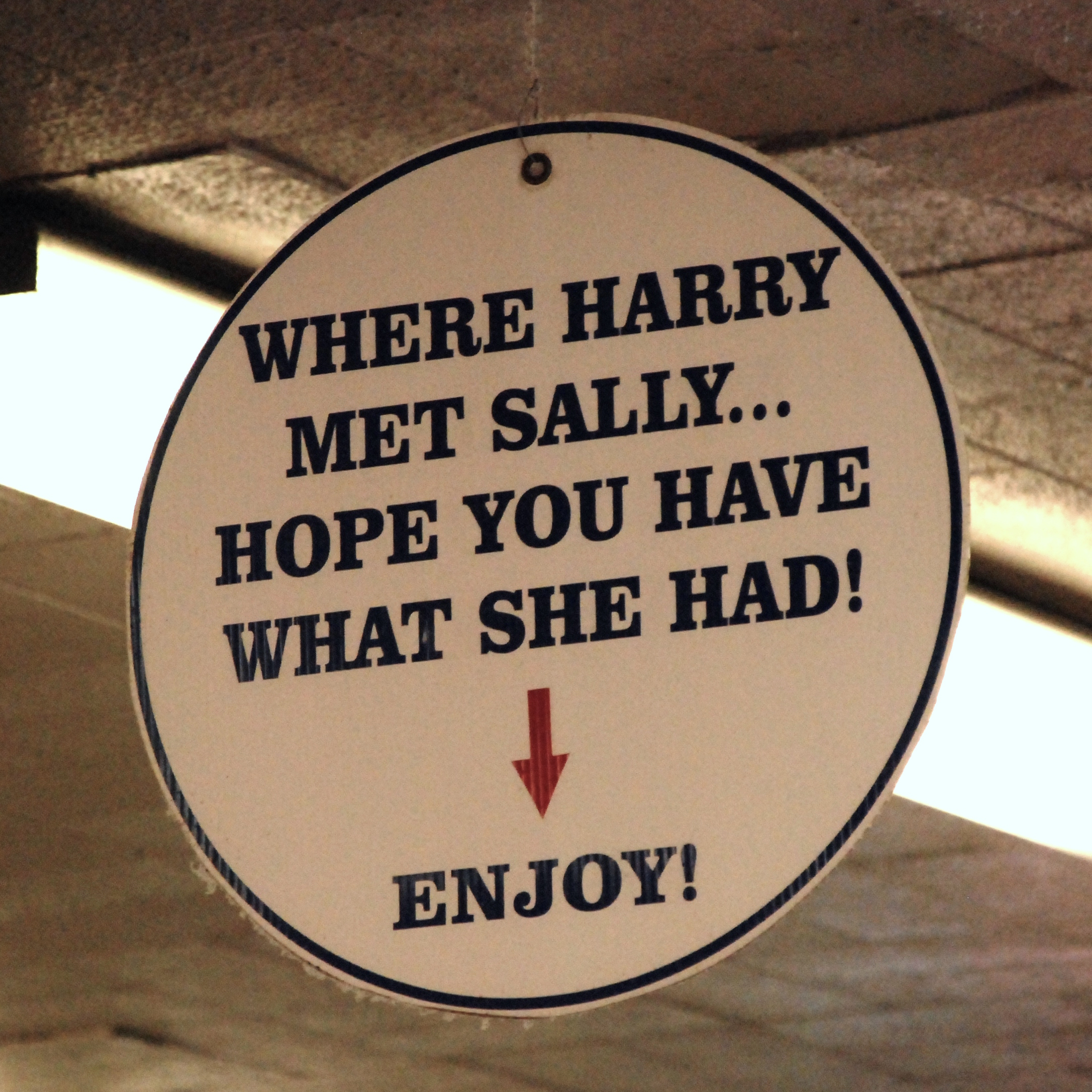
Bord in Katz's Deli boven de tafel waar het fake orgasme in de film When Harry Met Sally... gebeurde.

Het onderwerp van orgasmes faken werd breder bekend bij het publiek in 1970 toen Susan Lydon het artikel "The Politics of Orgasm" publiceerde in het Amerikaanse tijdschrift Ramparts. Ze schreef: "Bij hun mannen faken ze vaak een orgasme om 'goed in bed' te lijken en derhalve een ondraaglijke fysieke last op zichzelf te leggen en een psychologische last op de mannen die de pech hebben om de list te doorzien." Verschillende kranten en radioprogramma's bediscussieerden haar werk. Vrouwen begonnen gelijke rechten in bed te eisen en beweerden dat hun genot een doel op zichzelf was.
In de Amerikaanse film When Harry Met Sally... (1989) is een heel beroemde scène waarin het personage Sally, gespeeld door Meg Ryan, een orgasme faket om te demonstreren hoe overtuigend een fake orgasme kan zijn, terwijl zij en Harry middenin een druk bezochte delicatessen zitten.
In aflevering "The Mango" van de Amerikaanse sitcom Seinfeld geven de hoofdrolspelers Elaine Benes en Cosmo Kramer toe dat ze soms orgasmes faken, waardoor een andere hoofdrolspeler, George Costanza, paranoïde wordt dat zijn eigen vriendin Karen orgasmes heeft gefaket op basis van Elaines bekentenis dat ze "regelmatig" orgasmes heeft gefaket toen ze een relatie had met Jerry Seinfeld. Jerry wordt daarop wanhopig en smeekt Elaine om hem nog een kans te geven om haar te laten klaarkomen om zo "de vriendschap te redden".